# Tautogolabrus adspersus
Tanche-tautogue
Espèce
Statut de conservation UICN

 LC  : Préoccupation mineure
Tautogolabrus adspersus est une espèce de poissons marins de la famille des Labridae.

## Noms
On appelle ce poisson tanche-tautogue, mais aussi achigan de mer, vieille, perche de mer  ou tanche vieille. Ses noms anglais: cunner, perch, sea perch, blue perch, bergall ou nipper.

## Aire de répartition
Côte atlantique de l'Amérique du Nord. Du nord de Terre-Neuve, du sud du golfe du Saint-Laurent et des bancs du large jusqu'à l'embouchure de la baie de Chesapeake au sud.

## Description
La tanche-tautogue peut atteindre un poids de 1,5 kg et ne dépasse pas généralement la taille de 30 cm. Sa couleur varie selon la nature du fond: elle présente différentes taches de brun, de rougeâtre et de bleu, l'une de ces couleurs étant prédominante; un peu de vert olive terne se présente à l'occasion. Le rougeâtre se retrouvant souvent sur les sujets en eau profonde. Le ventre présente des reflets bleuâtres, parfois blanchâtres. Chez les exemplaires de 10 cm ou moins, apparaît une tache blanche, près de la nageoire dorsale, juste derrière la dernière épine. La tanche-tautogue a une nageoire dorsale continue, avec des épines en avant et des rayons mous en arrière. La bouche, armée d'une bonne denture, est petite et la queue arrondie. La tanche-tautogue ressemble à son cousin le tautogue noir, qui est plus robuste, plus foncé et moins coloré, de plus grande taille et avec un museau plus arrondi jusqu'à la base de la nageoire dorsale.

## Galerie

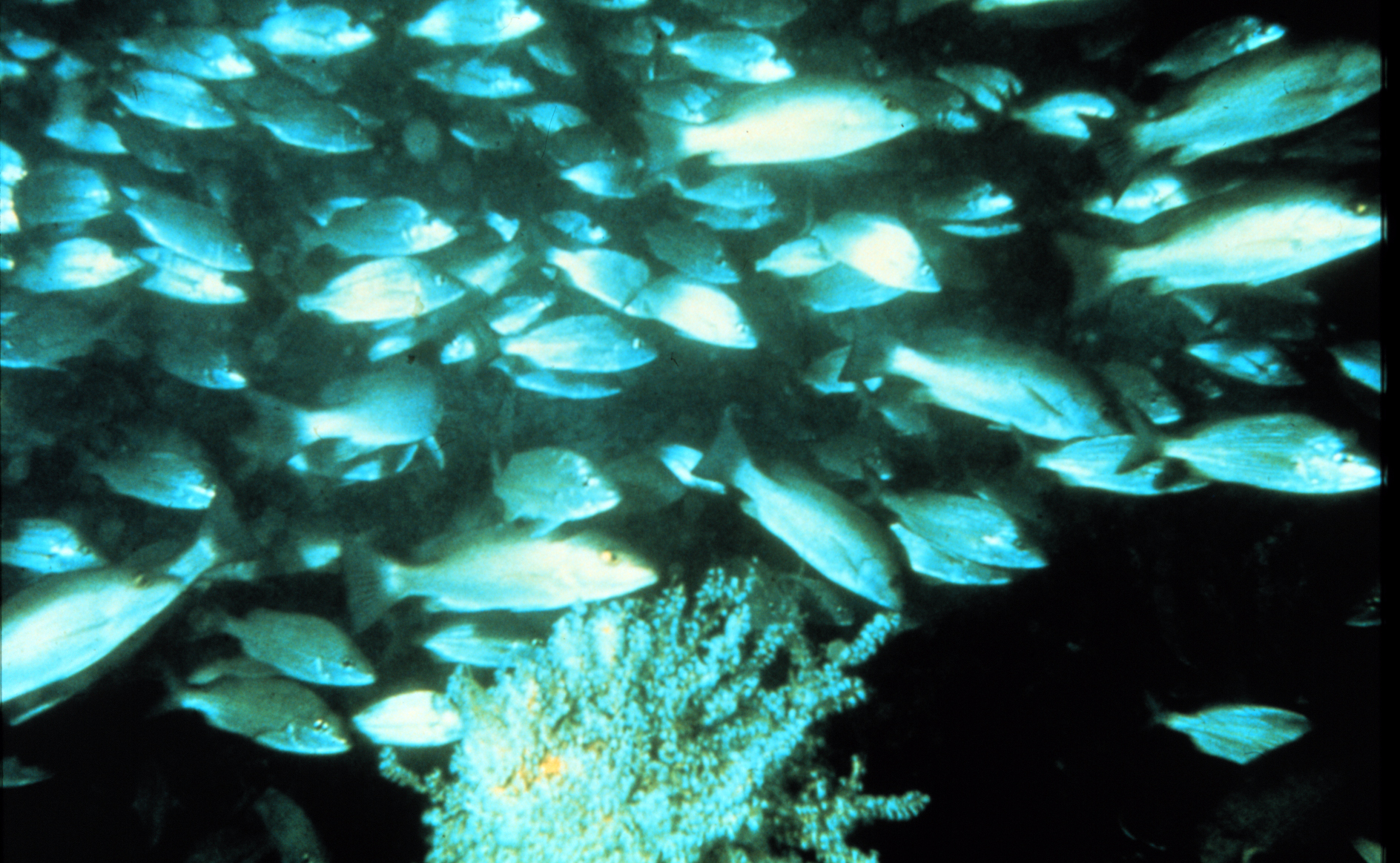
Banc de tanches-tautogues
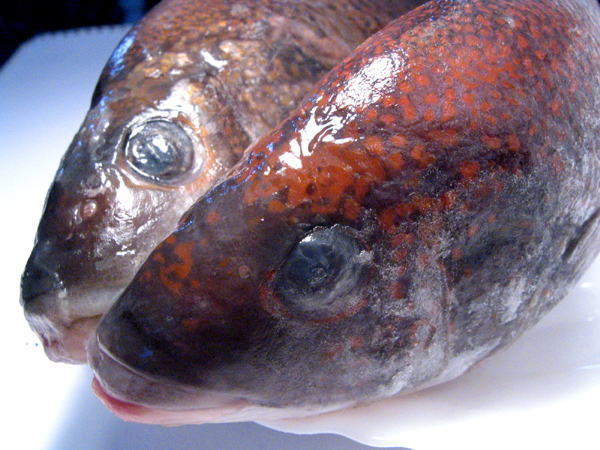
Tanches-tautogues congelées (Îles-de-la-Madeleine 2006)
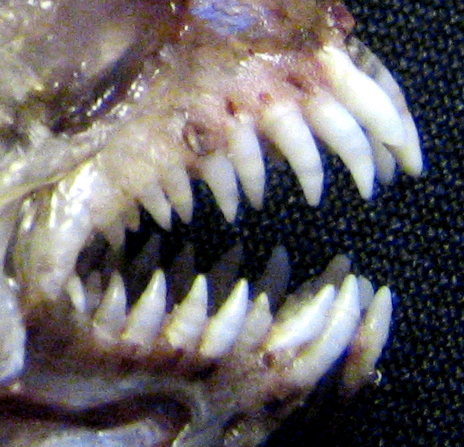
Denture de tanche-tautogue (Îles-de-la-Madeleine 2006)